# (di nuovo) Tante scuse
(Di nuovo) Tante scuse è stato un programma televisivo di varietà condotto da Raimondo Vianello e Sandra Mondaini, per la regia di Romolo Siena, trasmesso il sabato sera sul Programma Nazionale (l'attuale Rai 1) in otto puntate dal 13 dicembre 1975 al 31 gennaio 1976. Gli autori erano Italo Terzoli, Enrico Vaime e Raimondo Vianello, il direttore d'orchestra e compositore delle musiche era il maestro Marcello De Martino.

## Il programma
Ricalcava il precedente show intitolato Tante scuse, trasmesso con grande successo l'anno precedente, ed era basato sui duetti comici di Vianello e Mondaini, affiancati da Enzo Liberti, che interpretava il capoclaque del programma. Lo spettacolo era completato da balletti, musiche e canzoni. Nel cast figuravano nuovamente i Ricchi e Poveri, Tonino Micheluzzi, Massimo Giuliani e Giorgio Locuratolo.

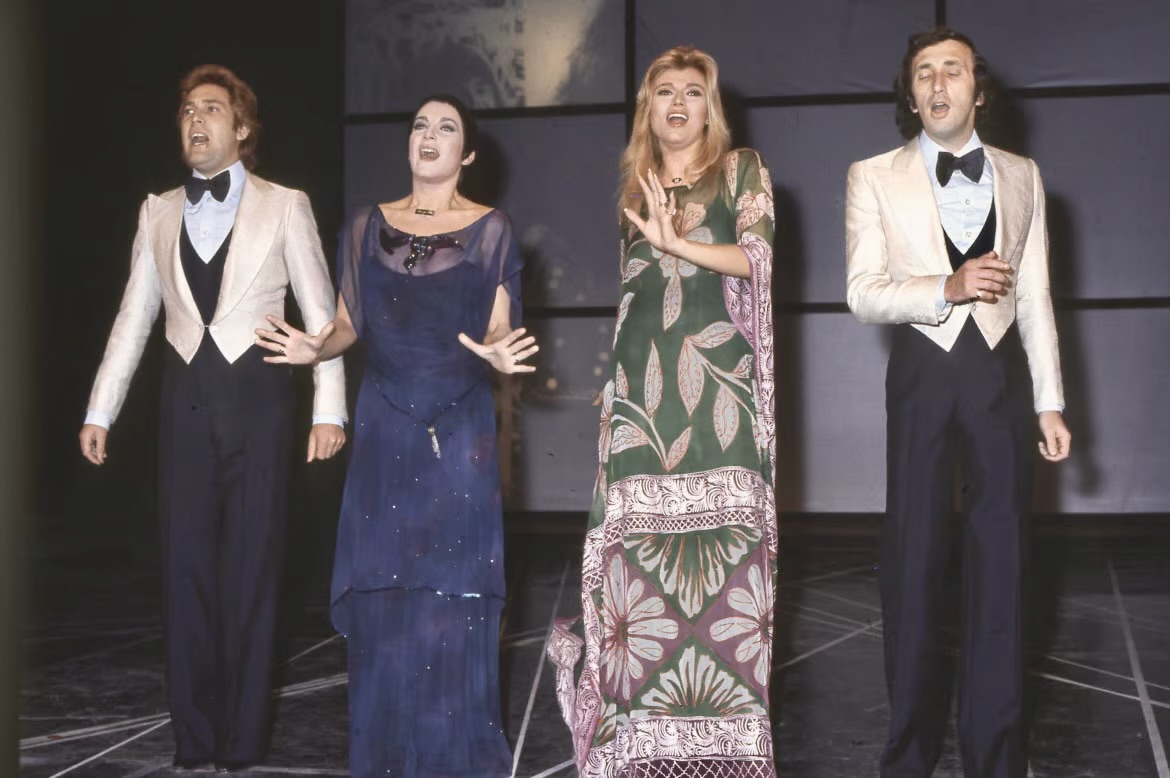
I Ricchi e Poveri si esibiscono durante l'ultima puntata

## Le sigle
La sigla d'apertura, Piru pirulì (Vistarini-Terzoli-Vaime-De Martino), aveva per protagonista la coppia, che interagiva con le animazioni realizzate da Sandro Lodolo. Alla fine di ogni strofa, Raimondo Vianello interveniva pronunciando diverse volte la frase «Noi... no!», che sarà il titolo del loro successivo varietà.
La sigla finale divenne un cult della televisione italiana: i coniugi Vianello si notavano da lontano e si correvano incontro al ralenti sulle note del brano Coriandoli su di noi (C. Vistarini-Terzoli-Vaime-De Martino) dei Ricchi e Poveri. Raimondo in ogni puntata, inventava stratagemmi sempre più drastici per evitare l'abbraccio con Sandra. Nell'ultima puntata Sandra riesce a raggiungerlo con un bambino in braccio e schiaffeggia un Raimondo incredulo di essere vittima, per una volta, di un'inaspettata trovata della moglie.
Un rifacimento-omaggio dello sketch è stato realizzato dal gruppo dei Tiromancino nel videoclip della canzone La descrizione di un attimo, diretto da Frankie hi-nrg mc e interpretato da Paola Cortellesi e Valerio Mastandrea; il video musicale include inoltre anche la parodia di Ma quant'è forte Tarzan dalla sigla finale di Noi… no!, sempre di Vianello e Mondaini.